# Inga Nielsen
Pour les articles homonymes, voir Nielsen.
Inga Nielsen (née le 2 juin 1946 à Holbæk - morte le 10 février 2008 à Gentofte) est une cantatrice soprano danoise.

## Biographie
Nielsen est née à Holbaek, près de la capitale danoise Copenhague et réalise son premier enregistrement à l'âge de neuf ans chantant des chants populaires danois et des cantiques de Noël. Après avoir terminé ses études à Vienne, Stuttgart et Budapest, la soprano commence sa carrière dans les opéras allemands et suisses, et en 1975 devient membre du Frankfurt Opera.
Elle est au cours de sa carrière régulièrement hôte de l'Opéra d'État de Vienne, de La Scala de Milan, de Covent Garden. Elle chante également dans les opéras de Munich, Hambourg, Berlin, Paris, Zurich, Barcelone, ainsi qu'à New York, Buenos Aires, Florence ou Bologne. 
Elle est récompensée du Tagea Brandt Rejselegat en 1984. En 1992, Nielsen est honorée par la reine Margrethe II du Danemark du titre de chevalier de l'Ordre royal de Dannebrog. 
Elle décède en 2008 d'un cancer à l'hôpital de Gentofte près de Copenhague à l'âge de 61 ans.